# Théâtre national allemand
Pour les articles homonymes, voir DNT.
 (octobre 2024).

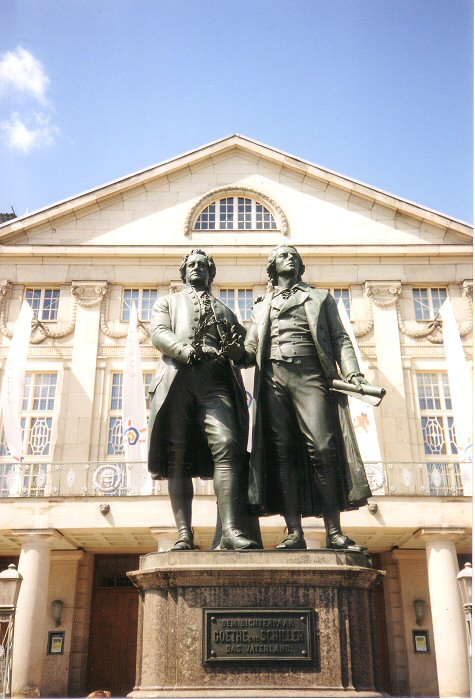
La statue de Johann Wolfgang von Goethe et Friedrich Schiller par Ernst Rietschel inaugurée en 1857 devant le théâtre

Le Théâtre national allemand (en allemand : Deutsches Nationaltheater und die Staatskapelle Weimar (DNT)) est un théâtre de Weimar créé en 1791 et appelé jusqu’en 1918 le théâtre de la Cour grand-ducale (en allemand : Großherzogliches Hoftheater).

## Historique
Le bâtiment actuel a été construit en 1906 par Max Littmann, l’intérieur ayant été reconstruit en 1946-1948. C’est une société à responsabilité limitée possédée par la municipalité, et qui sera en janvier 2008 prise en charge par le Land sous le nom de théâtre d’État de Thuringe (en allemand : Staatstheater Thüringen).
Sa renommée a été établie par Johann Wolfgang von Goethe, qui fut son premier intendant de 1791 à 1817 et y collabora pendant plusieurs années avec Friedrich Schiller. Au XIXe siècle, l’établissement compta parmi ses directeurs musicaux Franz Liszt, qui y créa notamment le Lohengrin de Richard Wagner en 1850, et Richard Strauss, qui y créa notamment son Don Juan en 1889 et Hänsel et Gretel d’Humperdinck en 1893.
Le théâtre est également l’un des lieux de mémoire de la démocratie allemande, ayant accueilli en 1919 les séances de l’Assemblée nationale constituante et vu l’adoption de la nouvelle constitution de l’Allemagne républicaine, qui sera appelée plus tard pour cette raison république de Weimar.